# Lijst van voetbalinterlands Congo-Kinshasa - Liberia
Deze lijst van voetbalinterlands is een overzicht van alle officiële voetbalwedstrijden tussen de nationale teams van Congo-Kinshasa (dat van 1971 tot 1997 Zaïre heette) en Liberia. De landen hebben tot op heden zes keer tegen elkaar gespeeld. De eerste ontmoeting was een kwalificatiewedstrijd voor het Wereldkampioenschap voetbal 1994 op 11 oktober 1992 in Kinshasa. Het laatste duel, een kwalificatiewedstrijd voor de Afrika Cup 2019, werd gespeeld op 24 maart 2019 in Kinshasa.

## Wedstrijden
| № | Plaats       | Datum            | Competitie                   | Wedstrijd                | Uitslag |
| - | ------------ | ---------------- | ---------------------------- | ------------------------ | ------- |
| 1 | Kinshasa     | 11 oktober 1992  | WK 1994 kwalificatie         | Zaïre − Liberia          | 4 − 2   |
| 2 | Johannesburg | 25 januari 1996  | Afrika Cup 1996              | Liberia − Zaïre          | 0 − 2   |
| 3 | Kinshasa     | 6 oktober 1996   | Afrika Cup 1998 kwalificatie | Zaïre − Liberia          | 0 − 0   |
| 4 | Monrovia     | 22 juni 1997     | Afrika Cup 1998 kwalificatie | Liberia − Congo-Kinshasa | 2 − 1   |
| 5 | Paynesville  | 9 september 2018 | Afrika Cup 2019 kwalificatie | Liberia − Congo-Kinshasa | 1 − 1   |
| 6 | Kinshasa     | 24 maart 2019    | Afrika Cup 2019 kwalificatie | Congo-Kinshasa − Liberia | 1 − 0   |

## Samenvatting
| Competitie              | Totaal gespeeld | Winst Congo-Kinshasa | Gelijk | Winst Liberia | Doelsaldo Congo-Kinshasa – Liberia |
| ----------------------- | --------------- | -------------------- | ------ | ------------- | ---------------------------------- |
| WK-kwalificatie         | 1               | 1                    | 0      | 0             | 4 − 2                              |
| Afrika Cup              | 1               | 1                    | 0      | 0             | 2 − 0                              |
| Afrika Cup-kwalificatie | 4               | 1                    | 2      | 1             | 3 − 3                              |
| Totaal                  | 6               | 3                    | 2      | 1             | 9 − 5                              |

Wedstrijden bepaald door strafschoppen worden, in lijn met de FIFA, als een gelijkspel gerekend.
FECOFA · Bondscoaches · Selecties · A-internationals · Vrouwenelftal van Congo-Kinshasa
1960 – 1969 ·
1970 – 1979 ·
1980 – 1989 ·
1990 – 1999 ·
2000 – 2009 ·
2010 – 2019 ·
2020 – 2029
AC 1965 ·
AC 1968 ·
AC 1970 ·
AC 1972 ·
AC 1974 ·
WK 1974 ·
AC 1976 ·
AC 1988 ·
AC 1992 ·
AC 1994 ·
AC 1996 ·
AC 1998 ·
AC 2000 ·
AC 2002 ·
AC 2004 ·
AC 2006 ·
AC 2013
1963 ·
1964 · 
1965 ·
1966 · 
1967 ·
1968 · 
1969 ·
1970 · 
1971 ·
1972 · 
1973 ·
1974 · 
1975 · 
1976 ·
1977 · 
1978 ·
1979 ·
1979 · 
1980 ·
1980 · 
1981 ·
1982 ·
1983 ·
1984 · 
1985 ·
1986 · 
1987 ·
1988 · 
1989 ·
1990 · 
1991 ·
1992 · 
1993 ·
1994 · 
1995 ·
1996 · 
1997 ·
1998 · 
1999 ·
2000 · 
2001 ·
2002 · 
2003 ·
2004 · 
2005 · 
2006 ·
2007 · 
2008 ·
2009 · 
2010 · 
2011 ·
2012 · 
2013 · 
2014 ·
2015 ·
2016 ·
2017 ·
2018 ·
2019 ·
2020 ·
2021 ·
2022 ·
2023
Algerije ·
Angola ·
Bahrein ·
Benin ·
Botswana ·
Brazilië ·
Burkina Faso ·
Burundi ·
Centraal-Afrikaanse Republiek ·
China ·
Congo-Brazzaville ·
Djibouti ·
Egypte ·
Equatoriaal-Guinea ·
Ethiopië ·
Gabon ·
Gambia ·
Ghana ·
Guinee ·
Irak ·
Ivoorkust ·
Joegoslavië ·
Kaapverdië ·
Kameroen ·
Kenia ·
Lesotho ·
Liberia ·
Libië ·
Madagaskar ·
Malawi ·
Mali ·
Marokko ·
Mauritanië ·
Mauritius ·
Mexico ·
Mozambique ·
Namibië ·
Nieuw-Zeeland ·
Niger ·
Nigeria ·
Oeganda ·
Oman ·
Qatar ·
Roemenië ·
Rwanda ·
Saoedi-Arabië ·
Schotland ·
Senegal ·
Seychellen ·
Sierra Leone ·
Soedan ·
Swaziland ·
Tanzania ·
Togo ·
Tsjaad ·
Tunesië ·
Zambia ·
Zimbabwe ·
Zuid-Afrika ·
Zuid-Soedan
LFA · Liberiaans vrouwenelftal
Interlands
Tegenstander:
Algerije ·
Angola ·
Benin ·
Botswana ·
Burkina Faso ·
Burundi ·
Centraal-Afrikaanse Republiek ·
Colombia ·
Congo-Brazzaville ·
Congo-Kinshasa ·
Djibouti ·
Egypte ·
Equatoriaal-Guinea ·
Ethiopië ·
Gabon ·
Gambia ·
Ghana ·
Guinee ·
Guinee-Bissau ·
Indonesië ·
Irak ·
Ivoorkust ·
Kaapverdië ·
Kameroen ·
Kenia ·
Lesotho ·
Libië ·
Madagaskar ·
Malawi ·
Maleisië ·
Mali ·
Marokko ·
Mauritanië ·
Mauritius ·
Mexico ·
Namibië ·
Niger ·
Nigeria ·
Oeganda ·
Oman ·
Papoea-Nieuw-Guinea ·
Rwanda ·
Sao Tomé en Principe ·
Senegal ·
Sierra Leone ·
Soedan ·
Tanzania ·
Thailand ·
Togo ·
Tsjaad ·
Tunesië ·
Zambia ·
Zimbabwe ·
Zuid-Afrika